# The Pop Group
The Pop Group je anglická post-punková skupina, která vznikla v roce 1977 v Bristolu. Její původní sestavu tvořili Mark Stewart (zpěv), John Waddington (kytara), Gareth Sager (kytara), Simon Underwood (baskytara) a Bruce Smith (bicí). Svůj první singl skupina vydala v březnu roku 1979 a o měsíc později následovalo první studiové album Y, jehož producentem byl reggae hudebník Dennis Bovell. Původně skupina plánovala, že bude producentem nahrávky John Cale, ale ze spolupráce nakonec sešlo. Druhé album následovalo o rok později, ale již v roce 1981 skupina ukončila svou činnost. V roce 2010 byla skupina obnovena. Roku 2015 kapela vydala nové album nazvané Citizen Zombie, jehož producentem byl Paul Epworth

## Diskografie
- Y (1979)
- For How Much Longer Do We Tolerate Mass Murder? (1980)
- Citizen Zombie (2015)
- Honeymoon on Mars (2016)